# Gebroken geweer

Gebroken geweer

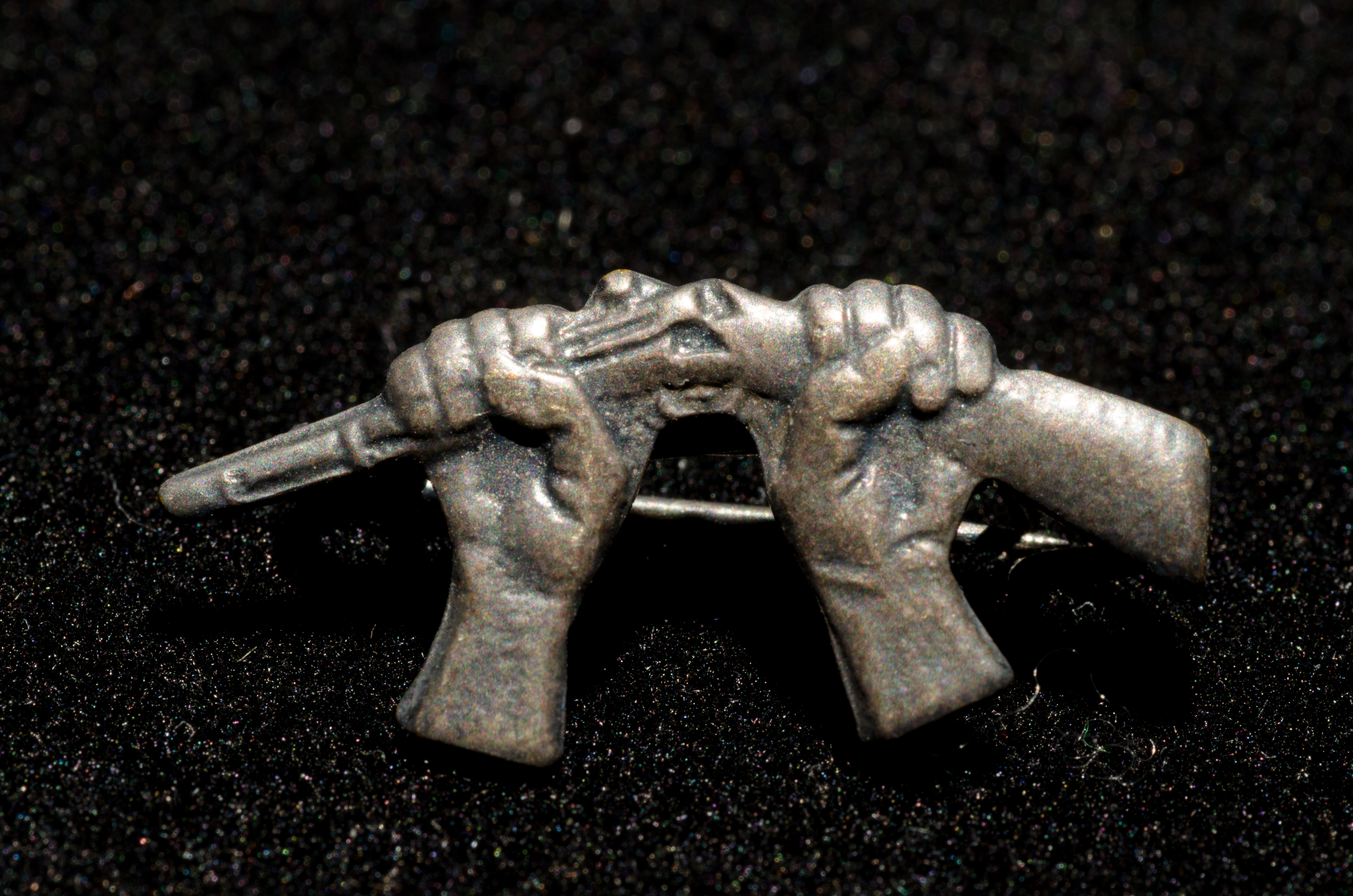
Gebroken geweertje, speldje, plm. 1935

Het gebroken geweer is het logo van War Resisters' International en is het internationale symbool voor dienstweigeraars en gewetensbezwaarden.
Het gebroken geweer was in Nederland en in België voor de Tweede Wereldoorlog ook een symbool voor het pacifisme. Het werd gedragen als een speldje (ook wel het gebroken geweertje genoemd) op de kleding. De verschrikkingen van de Eerste Wereldoorlog waren aanleiding voor een grote antimilitaristische beweging. Deze beweging kon echter niet de opkomst van het militarisme in Duitsland en Italië voorkomen.
Het is een stilistisch zeer herkenbaar voorbeeld uit de periode van de jaren twintig.